# Mohamed Aksouh
Mohamed Aksouh, né à Saint-Eugène (auj. Bologhine) le 1er juin 1934, est un peintre et graveur non-figuratif algérien, appartenant à la génération des « fondateurs » de la peinture algérienne moderne. Il est installé en France depuis 1965.

## Biographie

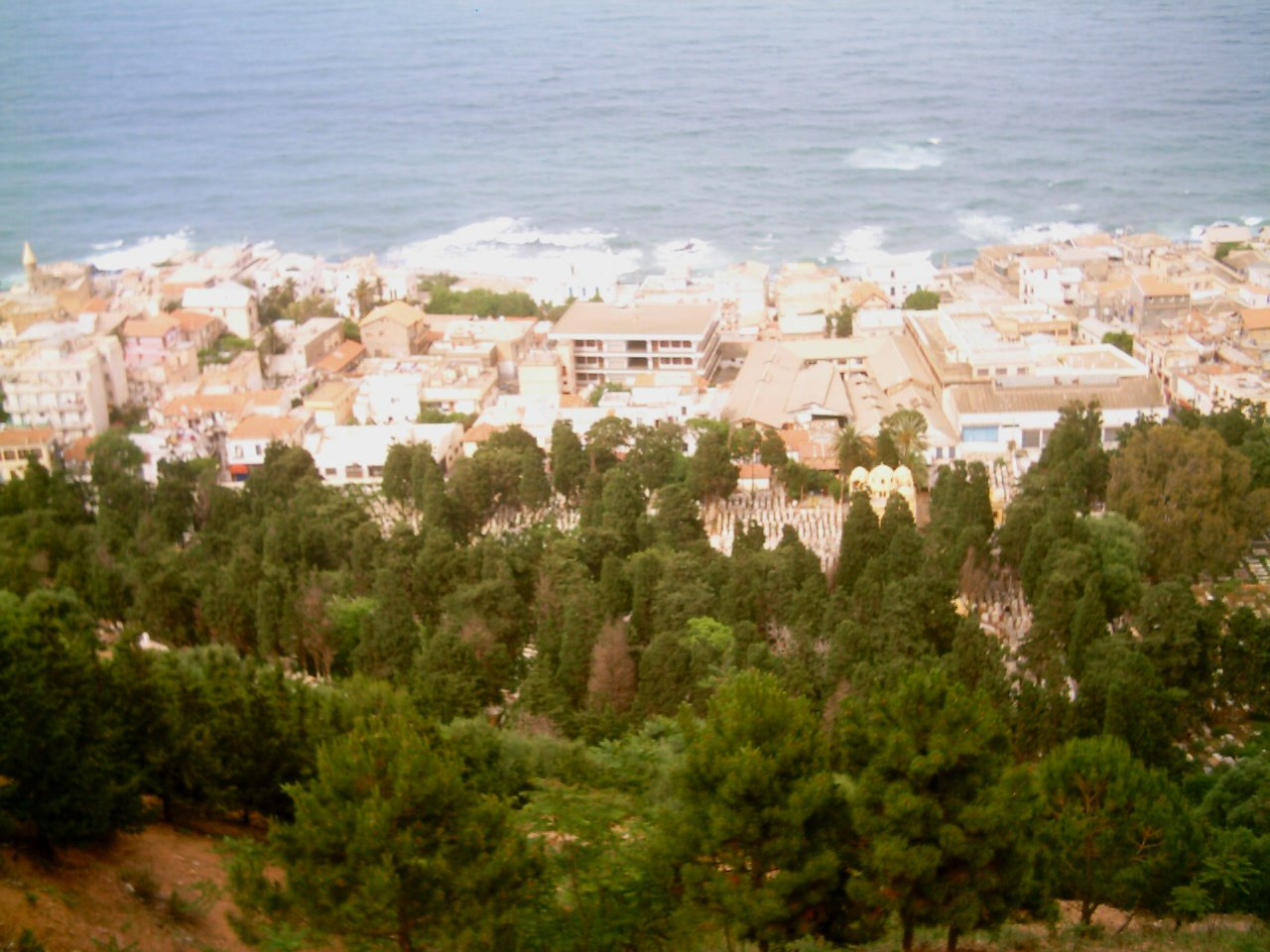
Bologhine, 2006.

Mohamed Aksouh naît en 1934 à Saint-Eugène (auj. Bologhine), une municipalité à l'ouest d'Alger, mais c'est à l'est dans le quartier du Ruisseau que s'installent quelques années plus tard ses parents. Il est l'aîné de leurs sept enfants. La famille est originaire d'Azazga ou de sa région. Venu à Alger, le grand-père paternel d'Aksouh est conducteur de tramway, son père receveur.
Aksouh fréquente au Ruisseau l'école de la Corderie qui, occupée à partir de 1942 par les troupes anglo-américaines, ne fonctionne que deux heures pour quelques jours par semaine. Apprenti dès l'âge de quatorze ans, il est à partir de 1948 forgeron serrurier, dans les constructions métalliques Garcia. Ayant perdu les premières phalanges des deux index, quelques années plus tard, lors d'un accident de travail, il est exempté de service militaire. De 1958 à 1960 il exerce ensuite son métier comme cheminot.
En 1957, un ami lui ayant appris qu'il pratique la photographie à la Maison des jeunes du quartier voisin d'Hussein Dey qui propose également d'autres activités, Aksouh s'y initie le soir après son travail aux techniques de la poterie et de la céramique auprès de Nicole Algan. Travaillant les émaux, il y introduit le laiton dès 1959 pratique la sculpture et aborde bientôt la gouache, l'aquarelle et la peinture,.
À partir de 1960, il participe à l'encadrement de chantiers culturels, allant dessiner à Bou Haroun les barques et les filets des pécheurs. Pendant l'été 1962 un stage à Narbonne lui donne l'occasion de découvrir la France et d'aller à Paris ; il est ensuite pendant trois ans instructeur d'arts plastiques à l'Éducation populaire.
En juillet 1962, Aksouh participe à Alger au Premier salon de l'Indépendance. Il commence en 1963 à voyager à travers l'Algérie, des Aurès à Ghardaia et Hassi Messaoud et rencontre la même année Madeleine Perret, née en 1939 en Haute-Savoie, venue quelques mois plus tôt à Alger pour être institutrice à Relizane. Il fait également la connaissance de Jean Sénac et participe à l'exposition des Peintres algériens pour les Fêtes du 1er novembre à Alger en 1963. Aksouh y est représenté par une gouache, titrée Abstraction, le musée des Beaux-Arts d'Alger ayant également acquis l’une de ses céramiques et un panneau de cuivre rouge travaillé au marteau-pilon.
Aksouh est simultanément l'un des membres fondateurs de l'Union des arts plastiques (UNAP) et participe en juin 1964 à son premier Salon mais s'y trouve assez rapidement en désaccord avec certains des professeurs des Beaux-arts d'Alger qu'il juge « trop attachés à leur formation académique » et hostiles aux tendances abstraites qu'ils méprisent.
Il participe à Paris en avril 1964 à une plus large exposition des Peintres algériens au musée des arts décoratifs et, en avril-mai, à l'exposition inaugurale de la Galerie 54, fondée et dirigée par Jean Sénac,, où il réalise en mai-juin sa première exposition personnelle. « Ce qui est réconfortant c'est que les véritables artistes et ceux qui traduisent le mieux ce pays sont aussi des travailleurs », écrit Abderrahmane Kaki dans sa préface : « Pas un art parasite ou fonctionnaire, mais un art besoin d'expression, un art besoin de vivre, et non pour en vivre,. »
Aksouh rencontre alors régulièrement chez son ami Mohammed Khadda les écrivains Djamel Amrani, Bachir Hadj Ali, Rachid Boudjedra et Mourad Bourboune.

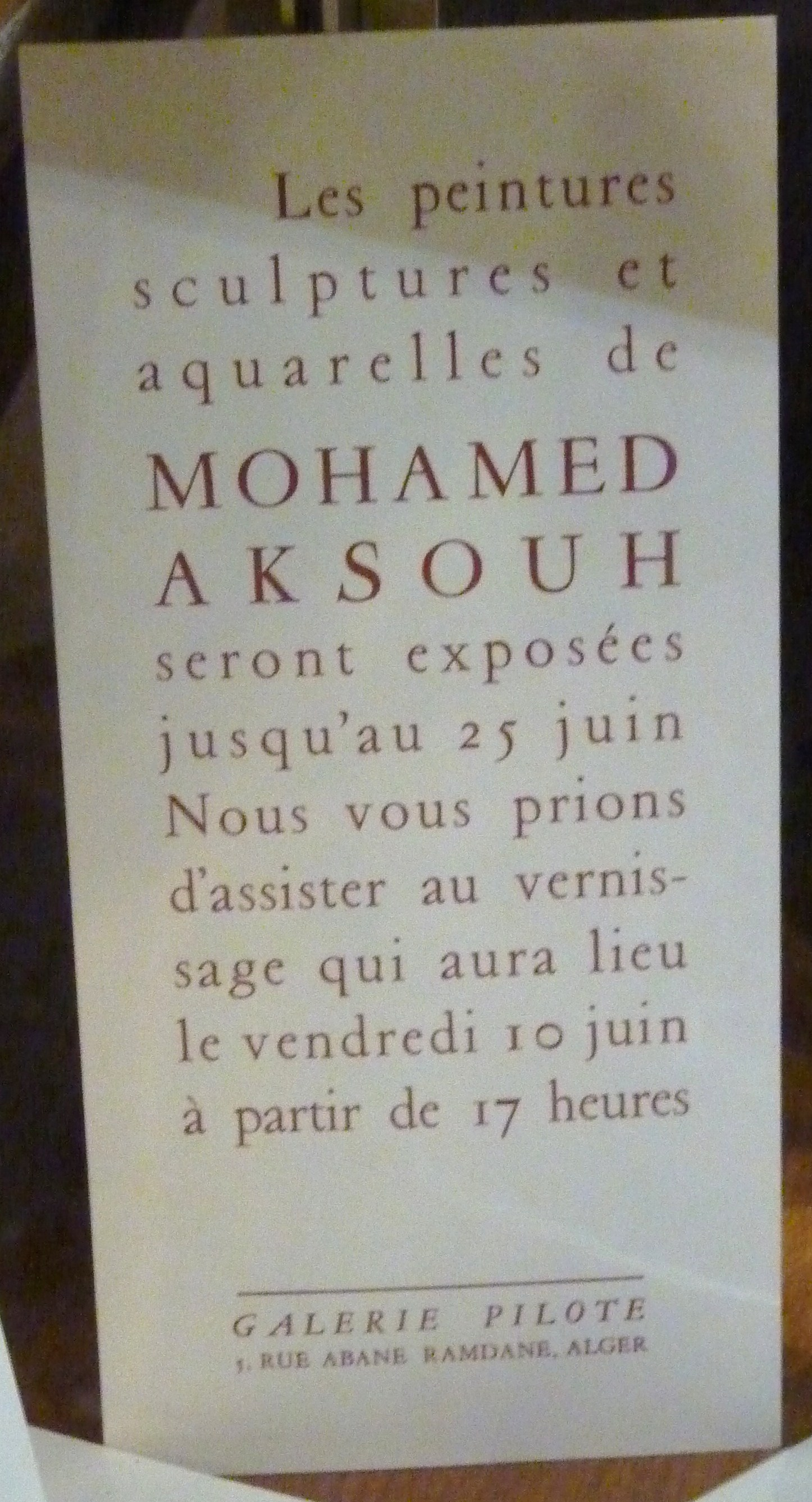
Invitation de l'exposition d'Aksouh présentée à Alger en 1966.

En décembre 1965, Sénac préface l'exposition qu'Aksouh est sollicité de réaliser à Strasbourg. À cette occasion le peintre décide « sur un coup de tête » de quitter Alger, renonçant au travail qui lui était assuré, pour s'installer à Paris, encore considéré comme le centre des mutations de l'art moderne. « Si tu veux faire de la peinture, il faut aller là où il y a de la peinture et je me suis retrouvé à Paris », dit Aksouh. « La peinture est partout, il suffit de regarder un caillou, un arbre. Mais si, autour de lui, il n'y a pas d'autres peintres, des musées, des critiques, des échanges, des possibilités de débat — tout l'humus et toute la logistique de la peinture —, un peintre s'appauvrit, s'étiole et même s'étouffe », confie-t-il en 1987 à Tahar Djaout : 

« Les galeries, le milieu artistique sont un stimulant, une nourriture pour un peintre. Pour vivre en tant que peintre, il faut ce genre de nourriture. Alors, on va la chercher où elle se trouve. »

Il s'installe en France, à Paris puis à Vincennes, et se marie avec Madeleine Perret, mais présentera encore à Alger en 1966 une exposition personnelle à la galerie Pilote dirigée par Edmond Charlot. 

« J’attendais une bourse qui n’est jamais arrivée, alors je me suis dit : "Mohamed, tu veux faire de la peinture et tu n’as pas de moyens, alors gagne ta vie et fais ta peinture." »

Aksouh reprend son métier de forgeron, fabrique des rampes, travaille dans tous les domaines de la construction métallique.
Aksouh a réalisé de nombreuses expositions en France, à Paris et en province, en Suisse, à Alger et dans le monde arabe.
Il reçoit en 2007 le premier prix de la biennale des artistes orientaux à Charjah (Émirats arabes unis).

## Œuvre peint

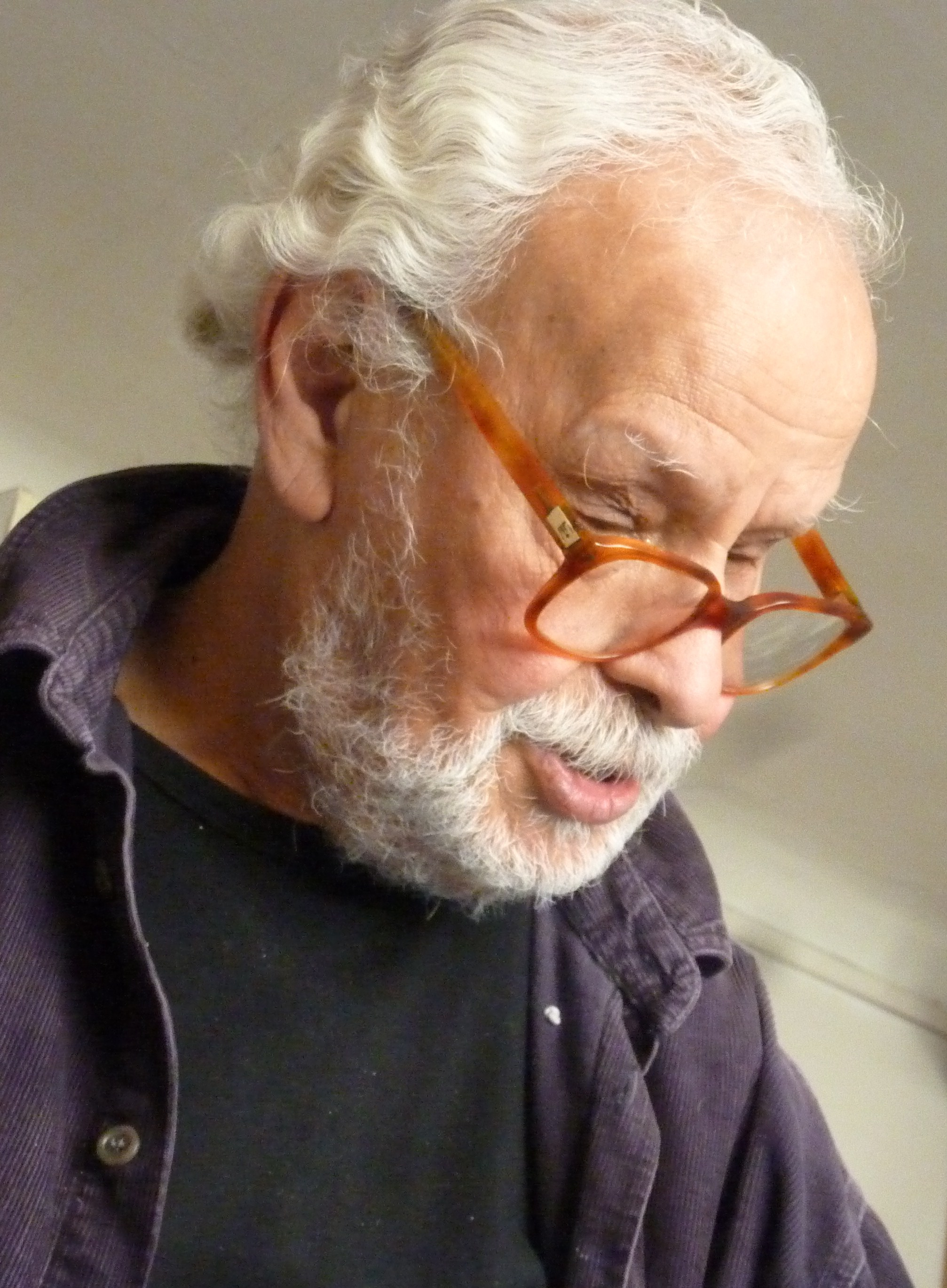
Mohamed Aksouh en 2014

Aksouh appartient à la « génération de 1930 », la dizaine de peintres la composant étant le plus généralement nés autour de l’année, qui en Algérie cristallise la modernité picturale. Parmi ses artistes un large éventail de tendances distinctes s'affirme d'emblée, depuis un expressionnisme tentant d'exorciser les violences de l'histoire jusqu'à l'affirmation identitaire du Signe. Aksouh est de ceux qui s'engageront dans la voie non-figurative.
Jusqu'en 1970 les gouaches non-figuratives d'Aksouh irradient les profondeurs d'émeraude des rivages qui lui sont familiers. Il utilise pour ses peintures le tuf qu'il détache, en face de sa maison, de parois rocheuses et qu'il réduit en poudre. Les plissements de la matière y absorbent la lumière, la décomposent en une gamme changeante, passant insensiblement de transparents verts d'eau à des teintes safranées, soufrées ou violacées. « Connaissez-vous la mer ? Pas n’importe quelle mer ! Mais celle qui se nourrit de soleil et de mille couleurs. Si vous ne l’avez jamais vue, si vous ne l’aimez pas, Aksouh ne peut rien vous dire. Aksouh est un silence comme la mer calme. Aksouh est un geste ressenti au plus profond de son être comme une vague », écrit en 1964 Kaki dans la préface de sa première exposition,.
Présentant la deuxième, Jean Sénac n'insiste pas moins l'année suivante sur la dimension marine des compositions d'Aksouh. « Avec une passion intransigeante et attentive, Aksouh s’obstine, en des paysages d’une minutieuse fidélité, à ramener à la surface le portrait d’un amour, les couleurs les plus ténues de l’âme. Quel réalisme émerveillé ! Ici, le monde apparaît, un univers marin, un univers céleste, tel qu’il provoque notre cœur, par taches lentement immergentes. Ces aquarelles frémissent d’algues, de sable, de l’arc si charnu des girelles. Elles fixent le mouvement continu des nuages, harcelant avec lui les splendeurs cosmiques – tendres et banales comme une main » analyse-t-il. « De l’Algérie, notre terre natale, Aksouh est de ceux qui ont su ne retenir que l’essentiel. Et c’est pourquoi, ouvrant mon balcon sur la mer, sur la nuit, je vois la Mer, la Nuit d’Aksouh condensées dans une pupille,.
Dans un article consacré en 1970 à la peinture algérienne, Sénac reviendra encore sur les constants ancrages de sa démarche : « Mohamed Aksouh, la main émerveillée dans la nuit et les fruits de mer, ramène les contours précis de nos rivages. Malgré leur tentation cosmique, nous voyons bien, ici encore, que ces natures ne peuvent être d’ailleurs », écrit-il, le présentant comme l’un des « peintres du Signe », « où tout un avenir résume le passé ».
C'est en effet la quête d’une écriture première qui semble traverser certaines des aquarelles exposées en 1964 mais encore le graphisme des encres qui accompagnent le recueil Soleil de notre nuit de Djamel Amrani publié la même année. Plus proches des motifs ancestraux des tissages ou des poteries, ce sont encore des silhouettes de signes qui affleurent dans les œuvres rougeoyantes aux lueurs bleutées, qu’Aksouh réalise en 1966 sur la trame distendue de filets de sacs. Les mêmes harmonies de rouges profonds, bronzes et violets, traversent les riches matières, de ses toiles des années suivantes. L’impulsion de l’écriture arabe y accompagne son geste, resurgissant sur d’autres toiles en inscriptions énigmatiques, entre sable et ocre, dans une pénombre de gris.
À partir de 1970 un renouvellement apparaît dans la peinture d'Aksouh. En un premier temps ses toiles entraînent le regard par une succession d’aplats dont les formes épurées, traversées de bandes irrégulièrement verticales ou horizontales, structurent la composition. La riche diversité de la couleur crée une atmosphère d’irréalité féerique qui, en quelques années, se dissipe sous la pleine clarté. Sa peinture se caractérise alors par une succession, sous les lumières les plus fines, de larges aplats d'espace, gris bleutés ou ocres blonds, où transparaissent d'indécis étagements de façades, balcons, toits ou terrasses, volets et portes ou, dans un espace plus intime des entassements diaphanes d'objets, rayons ou piles de livres.
Dans le travail d'un peintre, « il y a toujours la présence de là d’où il vient », dit Aksouh. Au long de la décennie c'est ainsi à partir de la luminosité du paysage natal que se développe sa peinture, dans la « quête de cette lumière de nacre et de perle qui est celle d'Alger, telle qu'il la découvrait de la petite maison de sa mère sur les coteaux de Belcourt, quartier qui fut aussi celui de Albert Camus enfant », écrira en 1998 Jean de Maisonseul, conservateur de 1962 à 1970 du musée national des beaux-arts d'Alger. Il ne retient en effet du regard originel sur l'image réelle que les jeux de lumière qui la dissolvent par l'éblouissement. « Le geste du peintre qui, après avoir posé la couleur, la voile d'un glacis blanc, se conforme à la violence de l'action du soleil sur la perception phénoménologique qu'on reçoit du monde méditerranéen », analyse Jacques Busse.
À partir des années 1980, deuxième partie de sa « période blanche », sa démarche semble conduire Aksouh à accommoder de plus près encore sur le flux solaire qui, selon son intensité, colore et décolore les choses. À l'opposé de tout impressionnisme, il ne tente pas de l'extérieur, à partir des instants du réel, d'en capter la variété, mais en construit la variation interne. La pulvérisation des touches va par degrés ajourer sur ses toiles un fourmillement serré de taches et de traits. Sa palette est « toujours soucieuse de décliner le long paradigme de la lumière, toutes ces nuances qui précèdent ou suivent le blanc, écrit Djilali Kadid, ses toiles sont tout entières marquées de l’empreinte digitale de la lumière quand elles ne sont pas envahies par sa marée toujours prompte à l’ardeur, au débordement, mais toujours contenue. Elle n’est pas ici qu’une teinte claire déferlant sur la toile : ce sont les autres nuances, mères et filles du blanc, qui l’élisent en tant que lumière ». En 1991 la préface du catalogue de l'exposition d'Aksouh au Centre Culturel Algérien souligne semblablement que « Tout l’être du monde, fragile condensation de vibrations, houle d’ondes immobiles, n’est dans la physique visuelle, imaginaire d’Aksouh qu’un état inconstant, un précipité furtif, un instant de la lumière ».
Sur la fin des années 1990, le retour à des couleurs plus marquées gagne ses toiles. Dorées ou rougeoyantes, les ocres y montent en intensité, au milieu des bleus familiers. « La mer était là, dissimulée sous un damier de pages blanches, une vallée dénudée, le lit d’un fleuve disparu, une falaise polie par un vent millénaire, des jardins de sable rose », écrit Nicolas Deman des œuvres qu’il expose en 2001. « La peinture d’Aksouh ne raconte rien et ne se raconte pas. Elle est une confidence, un murmure. Elle est dans la signifiance pure », observe à cette occasion Lydia Harambourg : « l’écriture aménage des parcelles qui s’imbriquent comme les morceaux d’un puzzle. Une terrasse, un patio, des constructions tissent un réseau linéaire aux facettes irrégulières évoquant des paysages incantatoires ». La lumière « dilatée » en un « monde cristallographique », « tout palpite dans une peinture d’Aksouh ».
Après la disparition en 2006 de Madeleine Perret, Aksouh, passé un long silence, reprend son voyage en peinture. Attiré par l’espace du désert, il parcourt à nouveau en 2008 le Hoggar, entre Djanet et Tamanrasset, source durant plusieurs années de nombreuses aquarelles mêlées d’encre puis de peintures qui recréent allusivement « le chaos des monolithes, sous les lumières sourdes des gorges rocheuses traversées par les trouées du ciel et la clarté du sable ».
Un autre élément du pays natal est, en 2009 et 2010, à l'origine d'une série parallèle de ses toiles. Quelques formes cubiques peu identifiables sur l'une de ses œuvres lui font se souvenir en 1998 du cimetière familial d’El Kettar, au-dessus de Bab el Oued, fréquenté depuis sa première enfance, et celui des Thaalba, avec le mausolée de Sidi Abderrahmane, dans la Casbah d'Alger. Sollicité onze ans plus tard, pour l’une des séquences d'un film, de peindre devant la caméra, il choisit de transposer librement l’un des dessins qu’il a réalisés de leurs allées de tombes. Composées dans des gammes austères, automnales ou hivernales, de gris et d’ocre, plusieurs peintures vont développer à partir de l’année suivante le thème. Hors de tout réalisme, à l’opposé de toute emphase expressionniste, les silhouettes semi-sphériques des stèles blanches dressées dont les inscriptions se trouvent réduites à quelques traits parallèles, introduisent de nouvelles variations architecturales dans l’univers d’Aksouh.

## Œuvre gravé
Aksouh n'a jamais renoncé à son besoin premier d'un dialogue direct avec une matière résistante. En 1970 il crée de nouveaux bas-reliefs, assemblant et soudant des fragments de métal martelés sur son enclume. La même année, dans sa deuxième exposition personnelle à Paris, à « La Galerie », il présente quelques-uns de ces panneaux sculptés. Plusieurs de ses amis, dont le peintre et graveur Louttre.B, lui conseillent alors d’en tirer des épreuves sur papier. Aksouh les imprime d’abord chez Jean Signovert qui, ayant travaillé notamment pour Braque, Villon, Fautrier ou Poliakoff, est considéré comme l’un des meilleurs techniciens puis sur la presse que Benanteur lui propose d’utiliser, avant de construire lui-même la sienne. Il met simultanément au point les moyens d'impression rendus nécessaires par l’épaisseur insolite de ses plaques qui peut atteindre jusqu’à huit millimètres.

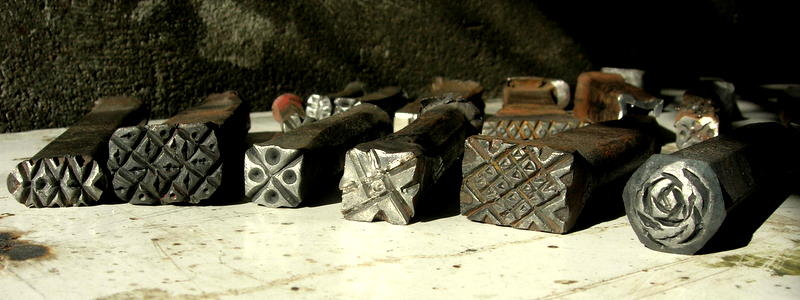
Quelques poinçons utilisés par Aksouh pour ses gravures

La manière toute personnelle, dérivée de la sculpture qu’il a d’abord pratiquée, dont Aksouh aborde la gravure, lui permet de détourner en un exercice esthétique les outils et les gestes de son métier et de poursuivre différemment sa quête de la lumière. Il présente en 1973 ces gravures lors d’une nouvelle exposition à « La Galerie ». Au long des décennies il crée ainsi régulièrement de nouvelles gravures, utilisant, dit-il, « tout ce qui peut laisser une empreinte », confectionnant de nombreux poinçons d’acier aux motifs divers qui se mêlent sur ses plaques.
Aux bords de la gravure, sur le conseil de Robert Fontené, alors président du Salon des réalités nouvelles, Aksouh participe en 1971 au salon Victor-Choquet de la Monnaie de Paris. En ayant reçu un Prix, il exécute pour elle en 1972 et 1974 deux médailles, Dyade et Flaque. Il réalise par la suite, autour de 1985, à partir de tubes de laiton, cuivre ou fer emboutis, un grand nombre de micro-sculptures cubiques ou cylindriques d’une dizaine de centimètres de hauteur qui manifestent dans leurs plis comme les signes d’un langage énigmatique.

## Expositions

### Expositions individuelles
- 1964 : Alger, galerie 54 (Jean Sénac)[2]
- 1965 : Strasbourg, galerie de la Rive Gauche[2]
- 1966 : Alger, galerie Pilote (Edmond Charlot)[2]
- 1969 : Paris, galerie Transposition[31]
- 1970 : Paris, La Galerie (Geneviève Thèvenot)[32]
- 1973 : Paris, La Galerie[32]
- 1974 : La Rochelle, galerie Lhote[2]
- 1975 : Bordeaux, galerie du Fleuve[2] ; Musée des beaux-arts de Pau[2] ; Aksouh, Peintures, Gouaches, Gravures, Médailles, Villeneuve-sur-Lot, centre culturel[31]
- 1979 : Amsterdam, galerie Gamma[2]
- 1980 : Paris, galerie Jacob, Paris[31]
- 1981 : Toulouse, galerie P.J. Meurice[2]
- 1982 : Amsterdam, galerie Gamma[2]
- 1983 : Toulouse, galerie P.J. Meurice[2]
- 1983 : Paris, Aksouh, rétrospective en 50 tableaux, Centre culturel algérien, exposition inaugurale[2]
- 1988 : Paris, galerie Alix Lemarchand[31]
- 1989 : Paris, galerie Faris[20]
- 1990 : Cortaillod, Neuchâtel (Suisse), galerie Jonas[2]
- 1991 : Nyon, galerie Fischlin[20]
- 1991 : Paris, Centre culturel algérien[20]
- 1993 : Bruxelles, galerie Tammouz[31]
- 1994 : Champigny-sur-Marne, mairie[31]
- 1994 : Ivry-sur-Seine, dans son propre atelier, à l'occasion de la manifestation « Pleins Feux sur Ivry »[20]
- 1998 : La Ciotat, galerie du Port[20]
- 2001 : Paris, Aksouh, Paysages, galerie Nicolas Deman[31]
- 2002 : Ivry-sur-Seine, « Pleins Feux sur Ivry »

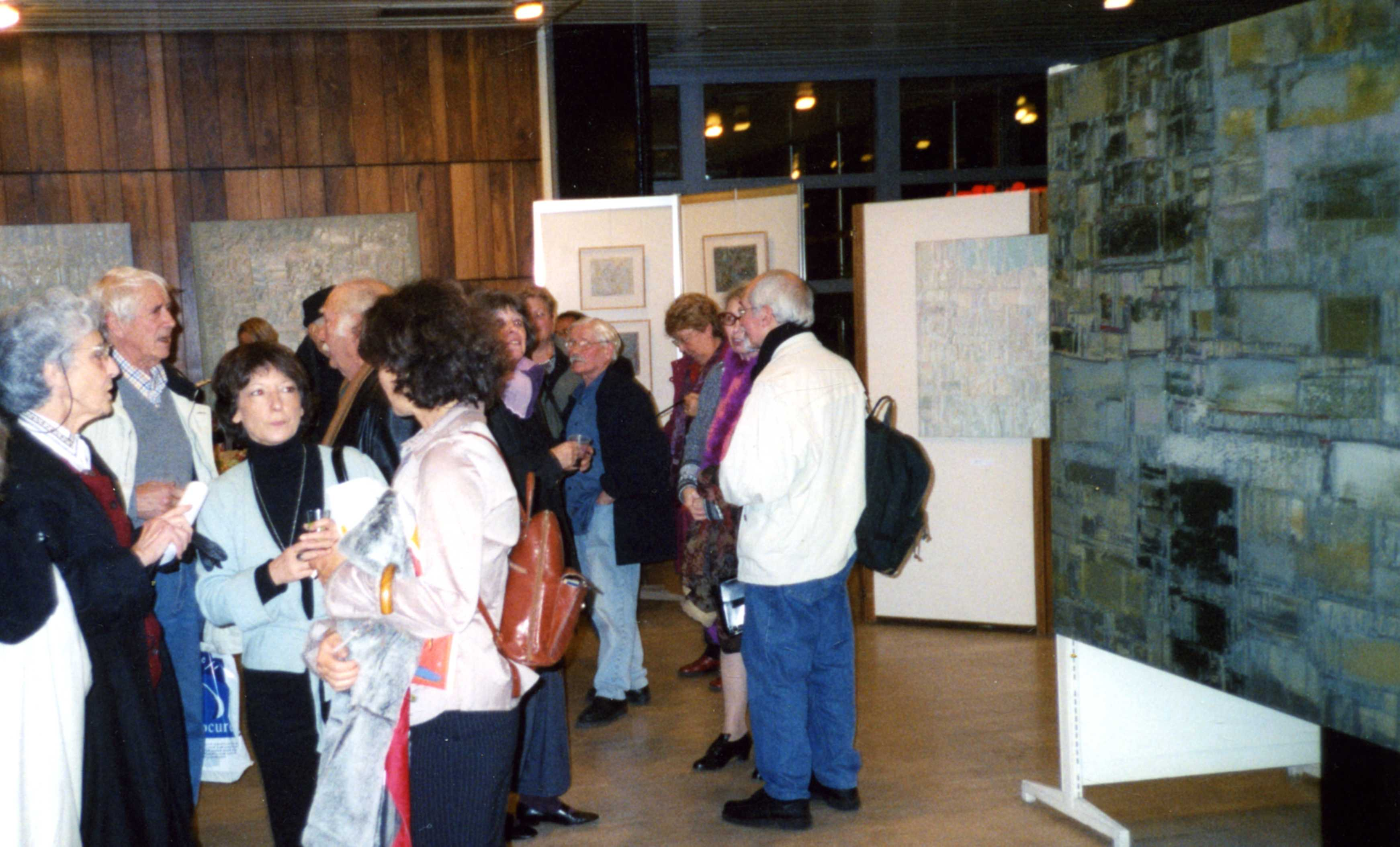
Exposition Aksouh, ADEIAO, Maison des sciences de l'homme, Paris, 2003

- 2003 : Paris, ADEIAO, Maison des sciences de l'homme[31] ;
- 2003 : Brie-Comte-Robert, Centre culturel La Fontaine, Hôtel-Dieu[31]
- 2004 : Cachan, théâtre[31]
- 2006 : Paris, Aksouh, Voyage aux confins de l'Orient, galerie Marie Demange[31]
- 2007 : Paris, Centre Culturel Algérien, Paris[31]
- 2009 : Paris, ADEIAO, Maison des sciences de l'homme[31]
- 2009 : Paris, Aksouh, entre Tamanrasset et Djanet, encres et aquarelles, Librairie L. Mauguin[31]
- 2010 : Paris, Centre Culturel Algérien[31]
- 2011 : Villeneuve-sur-Lot, musée de Gajac[31]
- 2013 : Paris, Aksouh, Pour trois Jean, Paris, Librairie L. Mauguin
- 2016 : Algérie, espaces abstraits, Mohamed Aksouh et Nadia Toumi, Vitry-sur Seine, Maison de la vie associative
- 2017 : Toulouse, Université Jean Jaurès
- 2017 : Paris, galerie Abtract project (galerie des Réalités Nouvelles)
- 2017 : Chavignol, galerie Garnier Delaporte
- 2018 : Aksouh, œuvres récentes, Paris, galerie Nicolas Deman
- 2018 : Les deux rives, Mohamed Aksouh - Christian Gardair, Eysines, Château Lescombes, Centre d'art contemporain
- 2024 : Les splendeurs cosmiques d'Aksouh, Paris, Galerie d'art Artbribus

### Principales expositions collectives
- 1962 : Alger, Salon de l'Indépendance
- 1963 : Alger, Peintres algériens, Salle Ibn Khaldoun
- 1964 : Alger, exposition inaugurale, Galerie 54
- 1964 : Alger, Salon de l'UNAP
- 1964 : Paris, Peintres algériens, Musée des arts décoratifs de Paris
- 1971 : Paris, Salon des réalités nouvelles ; Sélection du Salon des réalités nouvelles, 5e Biennale, Villeneuve-sur-Lot
- 1972 : Esch-sur-Alzette (Grand Duché de Luxembourg), Sélection du Salon des réalités nouvelles
- 1974 : Montrouge, 19e Salon d'art contemporain de Montrouge ;  Château du Tremblay, Dialogue pour les yeux, Centre national d'art ; Vitel, Sélection du Salon des réalités nouvelles, Palais des congrès ; Clermont-Ferrand, Sélection du Salon des réalités nouvelles ; Paris, La Jeune Gravure contemporaine, Musée d'art moderne de la ville de Paris[2]
- 1975 : Paris, La Galerie
- 1976 : Mérignac, 5e biennale ; Levallois, Salon de la gravure : Paris, mairie du XVIIe
- 1978 : Nanterre, Maison de la culture ; Paris, galerie Arcadia
- 1981 : Paris, galerie Brigitte Schéhadé
- 1982 : Ivry-sur-Seine, Huit peintres, deux sculpteurs
- 1983 : Paris, Jeune gravure contemporaine ; Toulouse, galerie Pierre-Jean Meurisse
- 1985 : Maillot, Autour de Seiler, « Le Temps de voir » (Geneviève Thèvenot)
- 1988 : Paris, Peintres méditerranéens contemporains, Institut du Monde Arabe ; Séoul, Olympiades des arts
- 1989 : Paris, Réflexions abstraites, galerie Faris ; Paris, Hommage à Kateb Yacine, Le Lucernaire
- 1991 : Paris, La jeune gravure contemporaine, galerie de Nesle
- 1992 : Sabadell (Barcelone), Vent del Sud, Llum, matéria i signes, Aksouh, Khimoune, Tibouchi, Alliance française et Ayuntament de Sabadell; Amsterdam, Kunsthandel M.L. de Boer[2]
- 1993 : Strasbourg, Parlement européen ; Crest, Empreintes d'espoir, Hommage à Tahar Djaout, Espace Liberté
- 1994 : Cadaquès (Espagne), Mini print 17 international ; Amman (Jordanie), Arab artists in France, Musée des Beaux-arts
- 1995 : Le Mans, Les effets du voyage, Palais des congrès ; Avignon, Eclats de culture algérienne, Centre européen de poésie
- 1996 : Troyes, Hommage à Geneviève Thèvenot, Musée d'art moderne de Troyes
- 1997 : Paris, galerie Alix Lemarchand ; Savigny-le-Temple, Sen'art Contemporain
- 1998 : Paris, Fruits de la passion, galerie Mansart ; Heidelberg, galerie Arabesque
- 1999 : Baillens/Morges (Suisse), Michel Humair, aquarelles – Aksouh, huiles, galerie Edouard Roch; 's-Hertogenbosh (Pays-Bas), Signature Paris 4, Aksouh, Delmas, Humair, galerie Borzo
- 2000 : Paris, Hommage à Baya, galerie Arcadia
- 2001 : 's-Hertogenbosh (Pays-Bas), Signature Paris 5, galerie Borzo
- 2003 : Villeneuve-sur-Lot, Mère Algérie, couleurs du sud, Musée de Gajac ;Paris, Algérie, Salon Comparaisons ; Paris, La Réserve (Alin Avila) ; Paris, Académie 25 ; Vert-Saint-Denis, Aksouh, Ould Mohand, Tibouchi, Nadia Toumi, La ferme des arts
- 2005 : Pézenas, Les peintres amis d'Edmond Charlot, Médiathèque ; Paris, Petits formats, Académie 25
- 2006 : Paris, galerie Marie Demange
- 2007 : Paris, Aksouh, Tibouchi, Petits formats, ADEIAO, Maison des Sciences de l'Homme
- 2008 : Paris, Rencontres d'artistes autour du papier, Académie 25
- 2009 : Paris, Jean Sénac, corps poème des deux rives, librairie Algérie Littérature/Action
- 2015 : Pézenas, Edmond Charlot, passeur de culture, Musée de Vulliod-Saint-Germain, mai-novembre 2015.

### Salons et biennales
- Salon des réalités nouvelles (dont il est membre du comité[2]) depuis 1970
- Salon de mai, 2008-2009
- Biennale de Billon (Puy-de-Dôme), 1975-1978
- Pleins Feux sur Ivry, 1991-2004
- L'art dans le ruisseau, Conilhac-Corbières (Aude), depuis 2006

### Prix
- Prix Victor Choquet, Monnaie de Paris, 1971
- Salon d'art contemporain de Montrouge, 1974
- Premier prix de la Biennale d'art contemporain de Charjah (Émirats arabes unis)
- Premier prix de la Biennale des artistes orientaux, Téhéran (Iran), 2007
- Prix Fondation Taylor, Paris, 2010

## Œuvres dans les collections publiques
- Algérie
  - Musée national des beaux-arts d'Alger, Algérie
- France
  - Centre culturel Algérien, Paris
  - Institut du monde arabe, Paris : Sans titre, 2003, huile sur toile, 120 x 135 cm (Donation Claude et France Lemand)
  - Musée d'art moderne de la ville de Paris
  - Musée des beaux-arts de Pau
  - Musée de Gajac, Villeneuve-sur-Lot
- Jordanie
  - Jordan national gallery of fine arts (JNGFA), Amman
- Mali
  - Musée national du Mali, Bamako
- Ouzbékistan
  - Ambassade de France, Tachkent
- Syrie
  - Musée de Racca

## Publications illustrées par Aksouh
- Djamel Amrani, Soleil de notre nuit : poèmes de guerre suivis de quatre nouvelles, Rodez, Éditions Subervie, 1964, 111 p. (OCLC 12735602)Préface de Henri Kréa, 7 encres d'Aksouh[33].
- Madeleine Perret, La Blessure du vent, Paris, Librairie-Galerie Racine, 1999, 43 p. (ISBN 978-2-243-03739-5)Gravure d'Aksouh.